# Như cánh bướm
Như cánh bướm (tiếng Hàn: 나빌레라; Romaja: Nabillera, tiếng anh: Navillera) là bộ phim truyền hình Hàn Quốc phát sóng năm 2021 với sự tham gia của Park In-hwan, Song Kang, Na Moon-hee và Hong Seung-hee. Dựa trên webtoon cùng tên được xuất bản từ năm 2016 đến 2017 của tác giả Hun và được minh họa bởi Ji-min. Phim được phát sóng tại Hàn Quốc trên kênh tvN từ ngày 22 tháng 3 đến ngày 27 tháng 4 năm 2021, đồng thời với thị trường quốc tế thông qua nền tảng Netflix. Bộ phim kể về những thách thức mà một người đưa thư 70 tuổi đã nghỉ hưu phải trải qua khi cố gắng học múa ba lê và trình diễn vở kịch Swan Lake cho dù bất chấp tình trạng bệnh Alzheimer ngày càng trầm trọng của ông.

## Nội dung chính
Phim kể về Shim Deok-chul (Park In-hwan), một người đưa thư đã nghỉ hưu quyết định theo đuổi ước mơ cả đời là học múa ba lê, điều mà gia đình ông đã cấm cản khi ông còn trẻ. Tại học viện khiêu vũ, ông gặp Lee Chae-rok (Song Kang), một thanh niên có mẹ là vũ công ba lê nổi tiếng trước khi qua đời vì bệnh tật khi anh còn nhỏ. Chea-rok hiện đang gặp khó khăn về tài chính và đã nghĩ đến việc từ bỏ múa ba lê cho đến khi gặp Deok-chul, người đã khiến anh ấy thay đổi suy nghĩ.

## Dàn diễn viên

### Vai chính
- Park In-hwan trong vai Shim Deok-chul

Một người đưa thư về hưu vừa kỷ niệm sinh nhật lần thứ 70 của mình. Nhìn thấy những người bạn của mình bắt đầu hối tiếc về những ước mơ mà họ không thể theo đuổi khi còn trẻ, aông uyết định cố gắng thực hiện ước mơ cả đời của mình là trở thành một vũ công múa ba lê. Ông gặp Lee Chae-rok sau khi tình cờ nhìn thấy anh đang luyện tập cho cuộc thi ba lê sắp tới của mình.
- Song Kang trong vai Lee Chae-rok

Một vũ công ba lê 23 tuổi đang gặp khó khăn về tài chính và cố gắng tự trang trải cuộc sống bằng cách làm việc bán thời gian tại một quán cà phê. Anh có mẹ là một vũ công ba lê nổi tiếng, còn cha anh là Lee Moo-young hiện đang ngồi tù. Niềm đam mê ba lê của anh ấy bắt đầu mất dần do anh ấy đang gặp khó khăn trong cuộc sống. Mọi thứ bắt đầu thay đổi từ từ sau khi anh gặp Shim Deok-chul.
- Na Moon-hee trong vai Choi Hae-nam

Vợ của Deok-chul, người rất quan tâm đến gia đình của mình. Ban đầu bà không tán thành giấc mơ trở thành vũ công ba lê của chồng mình. Tuy nhiên, sau khi thấy niềm đam mê của ông lớn như thế nào, bà đã thay đổi suy nghĩ của mình.
- Hong Seung-hee trong vai Shim Eun-ho

Cháu gái của Deok-chul hiện đang làm thực tập sinh tại cùng quán cà phê với Chae-rok. Sau này cô đã trở thành bạn của anh.

### Vai phụ
- Jo Sung-ha trong vai Lee Moo-young

Cha của Chae-rok, người từng là huấn luyện viên bóng đá tại trường của ông trước khi đi tù. Ông được tha bổng và sống xa con trai để kiếm sống.
- Kim Tae-hoon trong vai Ki Seung-joo

Giáo viên dạy múa ba lê của Chae-rok, chủ sở hữu của Ballet Studio. Anh có vẻ ngoài nghiêm khắc và nóng tính, nhưng thực ra anh ấy rất quan tâm đến học sinh của mình.
- Shin Eun-jung trong vai Kim Ae-ran

Mẹ của Eun-ho, con dâu của Deok-chul.
- Jung Hae-kyun trong vai Shim Sung-san

Cha của Eun-ho, con trai cả của Deok-chul. Anh hoàn toàn phản đối việc cha mình đi học múa ba lê.
- Kim Soo-jin trong vai Shim Sung-suk

Con gái của Deok-chul, vợ của chính trị gia Young-il.
- Yoon Ji-hye trong vai Eun So-ri

Vợ cũ của Seung-joo và là giáo viên dạy múa ba lê tại Trường Múa Đại học Nghệ thuật Hankuk.
- Lee So-yeong trong vai Yoo An-na

Nghệ sĩ dương cầm tại Ballet Studio.
- Jeong Hee-tae trong vai Young-il

Chồng của Sung-suk và là một chính trị gia.
- Jo Bok-rae trong vai Shim Sung-gwan

Con trai thứ hai của Deok-chul, đã bỏ nghề bác sĩ và đang gặp khó khăn trong việc theo đuổi ước mơ trở thành đạo diễn phim.
- Kim Hyun-mok trong vai Kim Se-jong

Bạn của Chae-rok thời còn đi học và cũng là đồng nghiệp cùng làm bán thời gian tại quán cà phê.
- Kim Kwon trong vai Yang Ho-beom

Bạn cũ của Chae-rok, người hiện đang tức giận với Chea-rok vì bị cha cậu đánh, và cho rằng cậu ta "không xứng đáng được sống một cuộc sống tốt đẹp".

## Nhạc phim

### Phần 1
| Phát hành 30 tháng 3 năm 2021 | Phát hành 30 tháng 3 năm 2021 | Phát hành 30 tháng 3 năm 2021 | Phát hành 30 tháng 3 năm 2021 | Phát hành 30 tháng 3 năm 2021 | Phát hành 30 tháng 3 năm 2021 |
| STT                           | Nhan đề                       | Phổ lời                       | Phổ nhạc                      | Ca sĩ                         | Thời lượng                    |
| ----------------------------- | ----------------------------- | ----------------------------- | ----------------------------- | ----------------------------- | ----------------------------- |
| 1.                            | "My Day"                      | Kim Min                       | Kim Min Taylor                | Taemin                        | 3:06                          |
| 2.                            | "My Day" (Inst.)              |                               | Kim Min Taylor                |                               | 3:06                          |
| Tổng thời lượng:              | Tổng thời lượng:              | Tổng thời lượng:              | Tổng thời lượng:              | Tổng thời lượng:              | 6:12                          |

## Tỷ suất người xem
| Mùa | Mùa | Số tập | Số tập | Số tập | Số tập | Số tập | Số tập | Số tập | Số tập | Số tập | Số tập | Số tập | Số tập | Trung bình |
| Mùa | Mùa | 1      | 2      | 3      | 4      | 5      | 6      | 7      | 8      | 9      | 10     | 11     | 12     | Trung bình |
| --- | --- | ------ | ------ | ------ | ------ | ------ | ------ | ------ | ------ | ------ | ------ | ------ | ------ | ---------- |
|     | 1   | 656    | 655    | 687    | 745    | 632    | 653    | 651    | 537    | 694    | 636    | 661    | 819    | 669        |

Trong bảng dưới, số màu xanh chỉ tỷ suất người xem thấp nhất, số màu đỏ chỉ tỷ suất người xem cao nhất.
| Tập        | Ngày phát sóng      | Tỷ lệ khán giả trung bình (Nielsen Hàn Quốc) | Tỷ lệ khán giả trung bình (Nielsen Hàn Quốc) |
| Tập        | Ngày phát sóng      | Toàn quốc                                    | Seoul                                        |
| ---------- | ------------------- | -------------------------------------------- | -------------------------------------------- |
| 1          | 22 tháng 3 năm 2021 | 2,810%                                       | 2,921%                                       |
| 2          | 23 tháng 3 năm 2021 | 2,964%                                       | 3,037%                                       |
| 3          | 29 tháng 3 năm 2021 | 3,325%                                       | 3,175%                                       |
| 4          | 30 tháng 3 năm 2021 | 3,623%                                       | 3,692%                                       |
| 5          | 5 tháng 4 năm 2021  | 2,764%                                       | 2,617%                                       |
| 6          | 6 tháng 4 năm 2021  | 2,759%                                       | 2,800%                                       |
| 7          | 12 tháng 4 năm 2021 | 2,783%                                       | 2,616%                                       |
| 8          | 13 tháng 4 năm 2021 | 2,464%                                       | 2,434%                                       |
| 9          | 19 tháng 4 năm 2021 | 3,150%                                       | 2,980%                                       |
| 10         | 20 tháng 4 năm 2021 | 2,859%                                       | 2,826%                                       |
| 11         | 26 tháng 4 năm 2021 | 2,992%                                       | 3,046%                                       |
| 12         | 27 tháng 4 năm 2021 | 3,679%                                       | 4,013%                                       |
| Trung bình | Trung bình          | 3,014%                                       | 3,013%                                       |

- Lưu ý: Bộ phim được phát sóng trên kênh truyền hình cáp/trả phí nên có lượng người xem thấp hơn các kênh truyền hình công cộng (KBS, SBS, MBC, EBS).